# 7445-ös mellékút (Magyarország)
A 7445-ös számú mellékút egy közel 15 kilométer hosszú, négy számjegyű országos közút Vas vármegyében. A Körmend és Vasvár közötti, mindkét várostól délebbre fekvő részeken kapcsolja össze a térség két fontos főútját, az útjába eső néhány kisebb település feltárásával. Utolsó, közel másfél kilométeres szakasza korábban – a Nádasdot elkerülő úthálózat forgalomba helyezése előtt – a 76-os főút része volt.

## Nyomvonala
A 8-as főútból ágazik ki, annak 156+300-as kilométerszelvényénél, Molnaszecsőd belterületének keleti részében, délkelet felé, Hősök útja néven. 400 méter után keresztezi a Rába folyót, majd a Csörnöc-Herpenyő nevű patak folyását is, utóbbit a 3+150-es kilométerszelvényénél. Rögtön ezután átlép Döröske területére, és kicsivel később dél-délnyugati irányba fordul.
A 3+750-es kilométerszelvényénél beér ez utóbbi településre, ahol Fő utca lesz a neve. A faluban több irányváltása is van, de alapvetően délnyugati irányban haladva lép ki a településről, 5,4 kilométer után. 6,3 kilométer megtételét követően Szarvaskend területére ér, melynek első házait 7,2 kilométer után éri el. Egy kicsivel előtte még kiágazik belőle kelet-délkeleti irányban a 74 163-as út: ez Döbörhegy központjába vezet, majd onnan tovább folytatódik önkormányzati útként egészen a 7441-es út gersekaráti szakaszáig.
Szarvaskend belterületi szakaszán először Kút utca a neve, majd 7,5 kilométer után nyugatnak fordul és ott a Fő utca nevet veszi fel. 7,8 kilométer után beletorkollik dél felől a 7462-es út – amely Halastó nyugati részén ágazik ki a 7441-esből és itt ér véget, 4 kilométer megtétele után –, majd a 8,350-es kilométerszelvénye táján kiér a település házai közül.
8,5 kilométer után átlép Nagymizdó területére és ott rögtön keresztezi a Szarvaskendi-patak folyását. A faluban több irányváltása is van, de alapvetően nyugati irányban húzódik, egészen addig, amíg – 9,5 kilométer után – el nem éri a település házait. Ott kiágazik belőle a 74 164-es út, északnyugati irányban – ez vezet a község belterületére –, az út pedig egy rövid szakasz erejéig délnek, utána ismét délnyugatnak fordul.
10,6 kilométer után lép át Katafa területére, nem sokkal ezután keresztezi a Hegyaljai-patakot. Több irányváltás után, a 12+300-as kilométerszelvényénél éri el Katafa első házait, ugyanitt beletorkollik a 74 195-ös út, amely a 7441-esből ágazik ki Hegyhátsálon, annak főutcájaként halad és itt ér véget. [Utóbbi út 2024 decemberi állapot szerint – úgy tűnik – már csak önkormányzati útnak minősül.] Innentől kezdve a 76-os út régi nyomvonalát követi; ez a szakasz csak a nádasdi elkerülő átadása óta tartozik hozzá, mivel az elkerülő forgalomba helyezése által módosult (rövidült) a 76-os útvonala is. Katafán az Ifjúság út nevet veszi fel, és majdnem a 13,500-as kilométerszelvényéig halad a község házai között.
Utolsó száz méterét az út Nádasd területén teljesíti, ott ér véget, ez utóbbi település központjától több kilométerre keletre, belecsatlakozva a 86-os főút új, Nádasdot elkerülő szakaszába, annak 48,650-es kilométerszelvényénél. Teljes hossza, az országos közutak térképes nyilvántartását szolgáló kira.gov.hu adatbázisa szerint 13,631 kilométer.

## Települések az út mentén
- Molnaszecsőd
- Döröske
- Szarvaskend
- Nagymizdó
- Katafa
- (Nádasd)

## Hídjai
Az út legfontosabb hídja a molnaszecsődi Rába-híd, az út 0,431-es kilométerszelvényében. Többi hídját – beleértve a Csörnöc-Herpenyő fölötti hidat is – a Tóth Ernő szerkesztésében 2015-ben kiadott, Hidak Vas megyében című, forrásmunka értékű kiadvány nem sorolja fel sem az 1945 előtt épült hidak, sem az 1945 után épült, 10 méternél hosszabb hidak között.
Molnaszecsőd határában híd létezéséről a 16. század közepéről ismert az első biztos adat. Már a török hódoltság korai szakaszában jelentős súlyt kapott a Rába védvonal jellege, ami miatt abban az évben felmérés készült a folyó átkelőhelyeiről. Innen tudjuk, hogy ezen a helyen már abban az időben híd állt. 1785-ben, az első katonai felmérés térképszelvényén egy kisebb jelentőségű út hídját jelölte ezen a helyen a térképező hadmérnök, feltehető, hogy azokban az évszázadokban cölöphíd biztosított itt összeköttetést a két part között. A híd egyébként fontos szerepet tölthetett be a község életében, hiszen a hídmotívum – egy hétnyílású híd többé-kevésbé idealizált rajza – a település címerében is megjelenik.
A második világháború végén a visszavonuló németek az itteni hidat is felrobbantották, és bár fahídként már 1946-ban újjáépült, az évek múlásával ez az átkelőhely gyorsan amortizálódott és egyre kevésbé felelt meg a forgalom biztosításához. Az új hidat egy kísérleti hídprogram keretében tervezték és építették meg, felsőpályás, háromnyílású, folytatólagos, parabolikus alsó ívű, monolit vasbeton szekrénytartós gerendahídként. Építése 1963-1965 között zajlott, amihez a tervezők eredetileg süllyesztőszekrényt terveztek, de a kivitelezéskor több nehézség adódott, amik miatt többek között búvármunkára és robbantásra is szükség volt. Emiatt a Katafa felőli pillérnél vert cölöpalapozásra tértek át.
A híd pontos méretei: nyílásai 17, 30 és 17 (egészen pontosan 16,67, 30,10 és 17,18) méter hosszúak, szélessége 0,50+7,00+0,50=8,00 méter, teljes szerkezeti hossza 70,31 méter. Terveit a Közlekedési és Postaügyi Minisztérium zalaegerszegi közúti igazgatóságának megbízásából az Út- és Vasútépítési Tervező Vállalat (Uvaterv) tervezője, Varga József készítette el. A kivitelezés vezetője Gyukits György (Hídépítő Vállalat), a műszaki ellenőr Richter Béla volt. A próbaterhelésre 1964. október 20-án került sor, forgalomba helyezése 1965. június 15-én történt meg. A teljes építési költség 5 183 527 forint volt.